# Pidión Peter Jamor
Pidión Peter Jamor (en hebreo: פטר חמור) o Redención del asno primogénito, es una mitzvá del judaísmo en la cual un asno primogénito es redimido por el dueño del burro, quien le da un cordero, o bien un cabrito a un sacerdote Cohen.
No se requiere que el cordero sea primogénito. La mitzvá se aplica al primer hijo varón de un burro de propiedad judía. El burro conserva un nivel de santidad y tiene prohibido trabajar. La redención transfiere la santidad a otro animal, como una cabra, o una oveja, para que el burro pueda usarse para el trabajo. El otro animal luego es entregado a un Cohen, el cual generalmente se come al animal. La ceremonia es similar a la redención del primogénito, el Pidión Habén, cuando un bebé de un mes es redimido con monedas de plata entregadas a un sacerdote Cohen. La mitzvá, aunque rara en los tiempos modernos, figura como una obligación, y por tanto se aplica tanto en la diáspora como en la Tierra de Israel (Eretz Israel).